# Gasteruption diversipes
Gasteruption diversipes is een vliesvleugelig insect uit de familie van de Gasteruptiidae. De wetenschappelijke naam van de soort is voor het eerst geldig gepubliceerd in 1879 door Abeille de Perrin.